# Liste der Stiftsarchivare von St. Gallen
Diese Liste umfasst alle Stiftsarchivare von St. Gallen, seit dieser Titel mit der Abtrennung des Stiftarchivs im 17. Jahrhundert von der Kanzlei von einer Person geführt wurde.
| Name                         | Amtszeit  | Belege                      |
| ---------------------------- | --------- | --------------------------- |
| P. Chrysostomus Stipplin     | 1639–1672 | [ 1 ] [ 2 ]                 |
| P. Magnus Egger              | 1672–1675 | [ 1 ]                       |
| P. Remalcus Curer (Kurrer)   | 1675–1680 | [ 1 ]                       |
| P. Bernhard Hässi            | 1680–1681 | [ 1 ]                       |
| P. Magnus Egger              | 1682–1686 | [ 1 ]                       |
| P. Ratpert Zarlin            | 1686–1720 | [ 1 ]                       |
| P. Ägidius Hartmann          | 1721–1727 | [ 1 ]                       |
| P. Hermann Bauz              | 1727–1728 | [ 3 ]                       |
| P. Plazidus Lieber           | 1728–1737 | [ 3 ]                       |
| P. Meinrad Reimann           | 1737–1745 | [ 3 ]                       |
| P. Basilius Balthasar        | 1745–1753 | [ 3 ] [ 4 ]                 |
| P. Gerald Zürcher            | 1753–1759 | [ 3 ]                       |
| P. Deikola Kustor            | 1759–1797 | [ 3 ] [ 5 ]                 |
| P. Ildefons von Arx          | 1797–1798 | [ 6 ] [ 7 ] [ 8 ]           |
| P. Johann Nepomuk Hauntinger | 1798–1805 | [ 6 ] [ 9 ]                 |
| Konrad Meyer                 | 1805–1811 | [ 10 ]                      |
| Gallus Jak. Baumgartner      | 1821–1825 | [ 11 ] [ 12 ] [ 13 ] [ 14 ] |
| Anton Henne                  | 1826–1834 | [ 15 ] [ 16 ] [ 17 ]        |
| Karl Wegelin                 | 1834–1856 | [ 18 ] [ 19 ] [ 20 ]        |
| Wilhelm Eugen von Gonzenbach | 1860–1880 | [ 21 ] [ 22 ]               |
| Gustav Scherrer              | 1880–1891 | [ 23 ]                      |
| Otto Henne                   | 1891–1892 | [ 24 ] [ 25 ]               |
| Pfr. Johannes Bohl           | 1892–1903 |                             |
| Joseph Müller                | 1903–1933 | [ 26 ]                      |
| Pfr. Paul Staerkle           | 1933–1968 | [ 27 ] [ 28 ]               |
| Franz Perret                 | 1968–1978 | [ 29 ] [ 30 ] [ 31 ]        |
| Werner Vogler                | 1978–2002 | [ 32 ] [ 33 ]               |
| Lorenz Hollenstein           | 2003–2009 | [ 34 ]                      |
| Peter Erhart                 | 2009–     | [ 34 ]                      |